# Karl Spiesberger
Karl Spiesberger (Spießberger), também conhecido como Frater Eratus ou Fra Eratus (seu nome místico-mágico enquanto membro da Fraternitas Saturni ["Irmandade de Saturno"]), é um místico, ocultista e neopagão germânico. Tornou-se conhecido por seu apoio ao neopaganismo, pelo uso divinatório do pêndulo e pelas runas Armanen. 

## Obras
- Runenmagie (Magia das Runas), 1955
- Runenexerzitien fur Jedermann (Exercícios com Runas para Todos), 1958
- Der erfolgreiche Pendel-Praktiker (traduzido em inglês como "Reveal the Power of the Pendulum: Secrets of the Sidereal Pendulum, A Complete Survey of Pendulum Dowsing", 1962. ISBN 0-572-01419-8. [2]
- Praktische Telepathie, 1966
- Das Mantra Buch, 1977
- Das Problem der Tierseele im Lichte psychologischer ...
- Der Traum in tiefenpsychologischer und okkulter Bedeutung
- Die Aura Des Menschen: Wie die Aura sichtbar gemacht werden kann und was ihre Farben bedeuten - 1987
- Elementargeister Naturgeister Märchengestalten oder...
- Magische Einweihung esoterische Lebensformung in Theorie ...
- Magische Praxis Magisch mystische Schulung in Theorie und ...
- Magneten des Glückes Magie und Amulette Talismane und ...
- Naturgeister Wie Seher sie schauen wie Magier sie rufen ...
- Phänomen Tier in Forschung Volksglaube Magie und Esoterik ...
- Runenmagie Handbuch der Runenkunde
- Runenpraxis der Eingeweihten Runenexerzitien
- Telepathie Die Macht des Überbewußten, 1982. ISBN 3-87702-071-2
- Unsichtbare Helferkräfte, 1960